# A列車で行こう9
A列車で行こう9（英語：A Train 9、中国語：A列车9）とは、2010年2月11日に発売されたWindows用ゲームソフト。
キャッチコピーは「世界、一新。景観にとどまらない、RTシミュレーションのリアリティ」「ゲームを超えた鉄道経営と都市開発が、ここに完成」。
本項では同作品の移植作品である『A列車で行こうExp.』についても記述する。

## 概要
『A列車で行こうシリーズ』の第17作目。従来のシリーズと比較してより広大で3Dを活かしたリアルなマップを作ることができるようになった。その分、要求されるPCスペックも高くなっている。
シリーズの過去作品と同様、本作も資金枯渇によるゲームオーバーが存在する。銀行で借金出来るが、利子、利息が付く。

## 歴史
2009年11月29日に、サイバーフロントは、A列車で行こうシリーズの最新作である「A列車で行こう9」が発売予定であることを発表した。同年12月10日に、サイバーフロントとアートディンクが合同でユナイテッドシネマ豊洲にて、抽選で選ばれた一般観覧者150名と共にA列車で行こう9の記者発表会を行った。開発期間は2～3年であり、コンセプトとして「より現実に近いグラフィックスとスケール感」を追及し、プラットフォームをPCに定めている。
2010年1月18日に、サイバーフロントは1月29日に発売を予定していたが、2月11日に延期すると発表した。同年5月19日に、当ゲームと公式ガイドブックが一緒になったA列車で行こう9 with 公式ガイドブックを7月2日に発売すると発表した。同年10月8日には拡張パック第一弾としてA列車で行こう9 建物キットが発売され、同日に本体と「建物キット」の同梱版、A列車で行こう9 with 建物キットも発売された。
2011年3月18日には、JR東日本209系電車 京浜東北線仕様のNゲージを同梱したA列車で行こう9 特別限定セットを発売された。同年12月23日には拡張パックの第二弾、A列車で行こう9 建物キット2ndが発売され、同日に本体と「建物キット」が2本セットとなった、A列車で行こう9 完全版も発売され、A列車で行こう9本体の価格改定も同時に行われた。
2012年12月7日には、A列車で行こう9 Version2.0 プロフェッショナルの発売が開始された。これは完全新作ではなくA列車で行こう9のバージョンアップ版という位置づけであり、利用するにはA9本体のほか、2種の建物キットがインストールされていることが求められる。
2014年6月29日には、A列車で行こう9 Version3.0 プレミアム が発売された。これもA列車で行こう9のバージョンアップ版であり、A9本体・2種の建物キットに加え、上記のVersion2.0 プロフェッショナルがインストールされていることが求められる。
2015年6月19日には、A列車で行こう9 Version4.0 マスターズ が発売された。これもA列車で行こう9のバージョンアップ版であり、A9本体・2種の建物キット・Version2.0 プロフェッショナルに加え、上記のVersion3.0 プレミアムがインストールされていることが求められる。
2016年6月17日には、A列車で行こう9 Version4.0 マスターズ コンプリートパックが発売された。これはA列車で行こう9シリーズの集大成版で、これ一つで後述のJR東海パック、Version5.0 ファイナルを除くA9本体以降のすべてのリリース製品が含まれている。
発売当初からJR各社で唯一、JR東海の車両が登場しなかったが、2015年12月11日に追加キットA列車で行こう9 JR東海パックが発売され、JR東海所属の新幹線および在来線車両が使用できるようになり、JR7社の車両が揃うことになった。利用するにはA9本体・2種の建物キット・Version2.0 プロフェッショナル、Version3.0 プレミアムに加え、上記のVersion4.0 マスターズがインストールされていることが求められる。
2018年9月6日に、A列車で行こう9 Version5.0 ファイナルが発売された。これはVersion4.0など同様バージョンアップ版であるが、JR東海パックの内容も同時に収録されているのでインストールに必要なソフトウェアはA9本体・2種の建物キット・Version2.0 プロフェッショナル・Version3.0 プレミアム・Version4.0 マスターズのみで完結する。また、全てのリリース製品が含まれるA列車で行こう9 Version5.0 ファイナル コンプリートパックも同時に発売された。なおこの製品では対応OSに変更が加えられ、Windows XP・Windows Vista(当初からこの2種のOSは32bit版のみの対応だった)及び後述3種類の32bit版OSが動作対象外となり、Windows 7・Windows 8.1・Windows 10の64bit版専用ソフトウェアとなった。その後、2021年9月17日にA列車で行こう9 Version5.0 車両キットがダウンロード版のみで発売された。この車両キットは、ファイナル発売後に発売されたPlayStation 4移植版であるA列車で行こうExp+ コンプリートにて新規収録された車両と新規収録の車両を追加するキットで、車両キットはVersion5.0と同様バージョンアップ版であるが、同日にA列車で行こう9 Version5.0 ファイナル コンプリートパックDXがダウンロード版が先行発売された。このコンプリートパックDXはコンプリートパックの内容にに車両キットとVersion5.0対応ファイナルガイドブックが追加されたもので、こちらはパッケージ版が2021年10月1日に発売された。その後2022年4月22日にA列車で行こう9 Version5.0 車両キット 2ndがダウンロード版のみで発売された。この車両キットは、新規収録の車両を追加するキットである。
2024年7月24日にA列車で行こう9 トレインコンストラクションとA列車で行こう9 Version5.0 コンプリートパックDX+が同時に同年11月21日にPCゲームプラットフォームであるSteamにて発売すると発表した。A列車で行こう9 トレインコンストラクションは、オリジナル車両を作る3D鉄道車両モデルカスタムソフトであり、従来版とは異なりSteam専売であり同プラットフォームのコードが同梱されたパッケージ版も用意される。2025年4月02日にA列車で行こう9 Version5.0 車両キット 3rdを発表した。新規収録の18種類の車両が追加するキットで、ダウンロード版のみで同年4月24日に発売された。
2025年2月13日には、発売15周年を迎えたことを記念してアニバーサリー動画が公開された。
なお、海外市場向けに、【中国語版（繁体字）】（繁体字）が2011年8月27日に、【英語版】（en）【ドイツ語版】（de）がそれぞれ2012年3月15日に発売されている。2015年10月22日にはKOMODOを通して、海外版のA列車で行こう9 Version 4.0がSteamにて発売されたが、2024年にA列車で行こう9 Version5.0 コンプリートパックDX+がSteamにて発売されることにより販売が終了となった。

## スペック
必須動作環境
OS
Windows 11/Windows 10/Windows 8/7/Vista/XP(32bit版・64bit版)
- DirectX :DirectX9.0c以上
- CPU:Core 2 Duo
- メモリ:[XP]1GB以上[Vista/7]2GB以上
- HDD空容量：1.2GB以上
- ビデオカード：GeForce6シリーズ以降,RADEON X1000シリーズ以降のビデオカード
- VRAM:512MB以上
- ディスプレイ:1024×768ピクセル以上
- サウンド:Direct Sound対応
- 入力機器:キーボードおよびホイール付きマウス
- その他:インストール時にDVD-ROMドライブ必須、インストール時にインターネット環境が必須

起動にはかなりの高スペックが要求され、発売開始当初は一般大手メーカー販売のデスクトップPC最新機種であってもほとんど起動しなかった。
現在でも、ノートパソコンおよびスリムデスクトップパソコンおよびボードPC（モニター・本体一体型パソコン）およびオンボードチップ（マザーボード上にグラフィックチップがある）でのみグラフィック処理を行う（オンボードグラフィック）構成でのパソコンについては基本的に動作保証外だが、Intel HD Graphicsについては「4200以上に対応」をうたっているため、2014年以降に発売された機種であれば動作する可能性が高い。
ノートパソコンの中でドスパラが製造・販売しているショップブランドPC『GALLERIA 「A列車で行こう9」 推奨モデル QF875』（当該PC 紹介HP）に関しては動作検証を実施し、問題なく動作することをアートディンクが確認・広報している。

## バリエーション
| 商品名                                                                           | 発売日         | 種類                                               | バージョン  |
| -------------------------------------------------------------------------------- | -------------- | -------------------------------------------------- | ----------- |
| A列車で行こう9                                                                   | 2010年2月11日  | ゲーム本体                                         | Version 1.0 |
| A列車で行こう9 with 公式ガイドブック                                             | 2010年5月19日  | 同梱版                                             | Version 1.0 |
| A列車で行こう9 建物キット                                                        | 2010年10月8日  | 拡張パック                                         | Version 1.0 |
| A列車で行こう9 with 建物キット                                                   | 2010年10月8日  | ゲーム本体 ＋拡張パック同梱版                      | Version 1.0 |
| A列車で行こう9 特別限定セット                                                    | 2011年3月18日  | 特別同梱版                                         | Version 1.0 |
| A列車で行こう9 建物キット2nd                                                     | 2011年12月23日 | 拡張パック                                         | Version 1.0 |
| A列車で行こう9 完全版                                                            | 2011年12月23日 | ゲーム本体 ＋拡張パック同梱版                      | Version 1.0 |
| A列車で行こう9 Version 2.0 プロフェッショナル                                    | 2012年12月7日  | 拡張パック                                         | Version 2.0 |
| A列車で行こう9 Version 3.0 プレミアム                                            | 2014年6月29日  | 拡張パック                                         | Version 3.0 |
| A列車で行こう9 Version 4.0 マスターズ                                            | 2015年6月19日  | 拡張パック                                         | Version 4.0 |
| A列車で行こう9 Version 4.0 マスターズ コンプリートパック                         | 2016年6月17日  | ゲーム本体 ＋拡張パック同梱版                      | Version 4.0 |
| A列車で行こう9 JR東海パック                                                      | 2015年12月11日 | 拡張パック                                         | Version 4.0 |
| A列車で行こう9 Version 5.0 ファイナル                                            | 2018年9月6日   | 拡張パック                                         | Version 5.0 |
| A列車で行こう9 Version 5.0 ファイナル コンプリートパック                         | 2018年9月6日   | ゲーム本体 ＋拡張パック同梱版                      | Version 5.0 |
| A列車で行こう9 Version 5.0 車両キット                                            | 2021年9月17日  | 拡張パック                                         | Version 5.0 |
| A列車で行こう9 Version 5.0 ファイナル コンプリートパックDX                       | 2021年10月1日  | ゲーム本体 ＋拡張パック同梱版                      | Version 5.0 |
| A列車で行こう9 Version 5.0 車両キット 2nd                                        | 2022年4月22日  | 拡張パック                                         | Version 5.0 |
| A列車で行こう9 トレインコンストラクション                                        | 2024年7月24日  | 外部ソフト                                         | Version 5.0 |
| A列車で行こう9 Version5.0 コンプリートパックDX+                                  | 2024年7月24日  | ゲーム本体 ＋拡張パック同梱版 (Steam)              | Version 5.0 |
| A列車で行こう9 Version 5.0 コンプリートパックDX+ with トレインコンストラクション | 2024年7月24日  | ゲーム本体 ＋拡張パック同梱版 ＋外部ソフト (Steam) | Version 5.0 |
| A列車で行こう9 Version5.0 車両キット 3rd                                         | 2025年4月2日   | 拡張パック                                         | Version 5.0 |

## 鉄道
鉄道の基本操作としては、駅を作る→線路を引く→列車を配置するという順になる。

### 列車
このゲーム内では、列車は旅客、貨物の輸送手段として使われている。ゲーム内で使える列車はすべて自社保有のものとなり、ライバル社は登場しない。最新版であるVer5.0においてBuild4431へのパッチあてを行うと、最大300編成保有できる。ゲーム内に登場する列車は、JR、私鉄、ゲームオリジナル車両など全部で224種類。ある。列車の種類により異なるが、最長で1列車あたり10両編成で運行させることができる（10両編成の対応はシリーズ初）。Version5.0では列車同士の連結（増解結）が実装され、これを使って11両編成以上の列車を運行する事も可能となった。これにより、ログインブックスのVer4.0対応版公式マスターガイドなどに記載されているE5+E6編成を再現可能となった。増解結と列車カスタム機能とを組み合わせれば、重連運転や甲種輸送も再現可能である。Build4431以降は、列車カスタム機能で客車のみや貨車のみといった動力車（機関車）の無い編成が組成可能。動力のない編成はそのままでは自走が出来ないため、連結を前提とした運用となる。
運行列車には速度が決められている。速度は前進と後退（推進運転）の2種類のパラメータがあり、電車や気動車といった両側に運転台のある車両（動力分散方式の列車やプッシュプル列車）は同じ速度であるが、機関車が牽引・推進する車両（動力集中方式の列車）はそれぞれ速度が異なる。機関車列車を推進運転させたくない場合、Ver4.00までは環状運転させるか折返し駅にループ線やデルタ線を敷設するなどの工夫が必要である。
Ver5.0からは機回しと転車台が実装されたが、機回しを作動させるには幾つかの条件がある。
- 機回し時に機関車が走行するルートをあらかじめ設定しておくこと
  - 機回し線が必要、走行可能なルートが繋がっていれば既存の番線も利用可
  - 機関車の方向転換を行いたい場合、走行ルートに転車台への出入りを含めるように設定すること
    - 蒸気機関車のような向きのある機関車を方向転換しないで機回しすると逆機の状態になるが、そのまま逆機で運行する事も可能

  - 機回し中に他の列車と干渉した場合は走行停止し、解消された時点で走行が再開する
    - 正面衝突など解消不能な干渉が発生した場合はそのまま走行不可となるため、プレイヤーの操作による対処が必要
- 列車が通常の牽引運転でホームに進入した場合は、到着時の設定が折返であること
- 列車が推進運転でホームに進入した場合は、到着時の設定が直進であること

これらの条件を満たした状態で機回しのチェックを有効化する事で機回しが作動するようになる。上記条件を満たさない「推進運転でホームに進入して機回しを行い、推進運転で折り返す運行」や「牽引運転でホームに進入して機回しを行い、推進運転で直進する運行」は不可である。列車カスタム機能で機関車ではない動力車が牽引するような変則的車両を編成して運行した場合も機回しは作動しない。連結状態の列車も機回しが作動しないため、一旦解結後に機回しして再度連結するといった煩雑な作業が必要となる。
列車の両数が駅のホーム長を上回る長さ（ホーム長＜両数）の場合、原則として列車到着時の操作指定が無視され強制的に駅を通過する。ただし、Ver5.0で導入された増解結を使用した場合は仕様が若干異なり、「進行方向側の列車の両数」がホーム長以下（進行側の両数≦ホーム長）であれば、連結後の総両数がホーム長を超過している状態（ホーム長＜総両数）でも、後方の列車がホームからはみ出した状態（≒ドアカット）で停車させる事が可能である。Ver.5.0発売当初は駅のホーム長の上限が旧Verと同じ10両だった為、11両編成以上の列車はホームから必ずはみ出す仕様であったが、Build4147からはホーム長の上限が20両に変更された事ではみ出しを回避することが可能になった。

### 駅
ゲーム内で使用できる駅は地上駅、高架駅、始発駅、地下鉄駅、操車場、田舎駅、電停、立体交差駅、車庫、橋上駅、転車台の11種類ある。駅の種類によって異なるが、駅の大きさや番線数、ホームの長さを選択可能。設置後にホームの増築やホームの長さを変更をすることもできる（Build 096から）。ホームの無い通過線や留置線を駅構内に設置する事は出来ず、これらが必要な場合は駅の外側に設置する事になる。例として、プラットホーム#形状と配置における2-3、2-4、3-3、3-4のような配線は作成不可だが、複数の駅を組み合わせたり、駅の外側に線路を通す等の工夫を行えばある程度の再現は可能である。。
駅を連結して同一駅とする機能や通路等で連絡する機能は無く、複数の駅を近接して設置したり地上駅の直下に地下駅を設置した場合も別駅扱いとなる。
- 地上駅：駅舎は大・中・小の3種類、ホームは1～7番線まで選択可能。小は相対式ホーム、中と大は島式ホームが作成される。
- 高架駅：駅舎は大・小・屋根付き(Ver5.0より追加)の3種類、ホームは1～7番線まで選択可能。小は相対式ホーム、大と屋根付きは島式ホームが作成される。他の駅や操車場の上に重設することはできず、多階層ホームの駅は作成不可である。ただし高架駅の橋脚の隙間に他の駅を潜す形で交差する事は可能。
- 始発駅：駅舎は大・小・レトロ駅舎(Ver5.0より追加)の3種類、ホームは2～7番線まで選択可能。頭端式ホームを持ち、列車が駅舎寄りに停車する。
- 地下鉄駅：駅舎は大・小・ドーム型(Ver3.0より追加)の3種類、ホームは小が1・2・4・6番線、大が2・4・6を選択可能。小は相対式ホーム、大は島式ホームが作成される。ドーム型は1面2線の島式ホームで固定。地下鉄駅同士を上下に重ねて建設し、2階層ホームを再現することも可能。地上部には駅の出入口等の建築物は作成されず、他の駅の直下に設置して地下ホームの再現も可能である。街の発展に応じて駅舎側に地下街が作成される。また、地下駅で地上を発展させる事も本作から可能となった為、山岳や傾斜地など地上・高架駅が設置不可能な場所への地下駅の応用も可能である。
- 操車場：乗客の乗降は出来ず、貨物の積み下ろしのみ可能。駅舎あり・駅舎なし・ホームなし(Build 4312より追加)が選択可能で1～7番線まで選択可能。通常の線路との区別も兼ねて線路間に足場が作成される。駅舎なしの操車場は留置線（引上線）や信号場のような使い方も可能。ホームなしは駅舎なしと機能は同じだが地下や高架にも建設可能で、線路間には足場の代わりに縁石が設置される。
- 田舎駅・電停：共に駅舎ありと駅舎なしを選択可能。ホーム数は単式で固定で長さも固定。Ver5.0で田舎駅の木造駅舎が追加され、こちらはホーム長の変更や1～7番線まで選択可能で相対式ホームが作成される。
- 立体交差駅：駅舎小と駅舎大を選択可能。両駅舎ともホーム数と番線数が固定されており変更不可。
- 車庫：操車場と同じく旅客の乗降は不可。駅舎小・駅舎大・レンガ車庫・木造車庫から選択可能で、どの駅舎もホーム数と番線数が固定されており変更不可。
- 橋上駅：Ver3.0で追加。跨線橋と駅舎を一体化したデザインの橋上駅舎とターミナルビルの2種類がある。
  - 橋上駅舎：相対式ホームの橋上駅舎1と島式ホームの橋上駅舎2から選択可能。どちらもの駅舎も2・4・6番線を作成可能。ちなみに、橋上駅舎1を2・4番線で作成すると駅の出入口が片側にしか無いデザインとなり、6番線で作成すると両側に出入口があるデザインとなる。一方の橋上駅舎2は番線数を問わず両側に出入口のあるデザインとなる。
  - ターミナルビル：地上駅の駅舎を更に大きくした駅ビル風のデザインで、駅舎が片側にしか無いターミナルビル1と、両側に駅舎のあるターミナルビル2から選択可能。ターミナルビル1は駅舎の大きさ以外は地上駅の駅舎大とほぼ同じ性能で、ターミナルビル2は2・4・6番線、ホーム長が10両で固定の相対式ホームとなる。
- 転車台：Ver5.0で追加。180°の方向転換のみ可能な転車台2方向、向きの指定が可能な転車台16方向、転車台に車庫を併設した扇形機関庫の3種類から選択可能。

### 線路
線路は、直線レール、曲線レール、ポイント、勾配レールといった種類がある。曲線レールの半径は10種類あるので、今までよりもスムーズな曲線が出来る。マップ外につなぐ事も可能であるが、地下線路はマップ外につなぐ事が出来なくなった。また、踏切を作る場合は、道路より先に線路をひく必要がある。これには制限があり、交差点や曲がり角から直接に線路を貫通して踏切を作る事は出来ない（4ブロック分のスペースが必要）。また、道路と線路を重ねた併用軌道は作れない。
Version4.0東海パックからは通常の線路の他に高速線路が追加された。こちらは最初から複線の軌道で架線柱が自動的に設置される高架線路となる（高度を指定しながら設置すれば地上へも設置可能）。トンネルやポイントや勾配は作れない為、これらが必要な場合はその部分を通常の線路に置き換える必要がある。また、高速線路をマップ外に接続した場合は列車が自動的に反対側の線路から方向転換した状態で戻る。

## 建設

### 資材
資材は、町の発展に必要不可欠なものであり、資材置き場に資材を運ぶことにより資材置き場の周辺が発展する。画面上に見える白いコンテナのようなものが資材である。
この資材は工場で作られる（工場の建設に資材は必要ない）がマップ外からの輸入も可能。（マップ外につながる線路や道路を建設して積み荷のない貨物列車・トラックをマップ外まで運行させると一定時間経過後に資材を積んでマップ内に戻ってくる（港を建設しても、付近に資材置き場があればマップ外から輸入できる。輸入した場合は、輸入費がかかる））なお、逆に輸出も可能で、輸出することにより利益を得ることができる。
資材を資材置き場まで運ぶと、その資材置き場周辺が発展する（工場で生産された資材は直接使用できず、一度資材置き場まで運ぶ必要がある）。
道路も線路同様、地下道路ではマップ外につなぐ事が出来ない仕様となっている。
マップコンストラクションでは、建設に資材そのものが不要であるため、自由に建設する事が出来る（また、マップコンストラクションで保存したデータは、通常のゲームでも読み込める。ただし、創作ゲームに登録して、創作ゲームとしてプレイしたゲーム内容は、その保存分データはマップコンストラクションでは読み込めなくなる）。

### 子会社
このゲームでは、鉄道経営以外にも子会社を作ることによって利益を生み出すことができる。子会社の建設には「資材」が必要（近くに十分な資材を有する資材置き場がないと建設できない）。建物の撤去は自社、他社、公共物を問わずに行える（撤去の際は、買収撤去となるので、撤去する時には、自社子会社となる。また、駅・線路は撤去できず、鉄道コマンドの「撤去」から行う必要がある）。また、他の建物の上に建設を行うと下の建物は自動的に撤去される。
子会社の種類としては「本社ビル」（プレイヤーの鉄道会社関連の施設、売却不可）の他、マンションなどの「住宅」、コンビニやスーパー、デパートなどの「店舗」、「ホテル」（一般的なホテルに加え、ペンションや民宿、ホテルシップなど宿泊施設全般を扱う）、「オフィスビル」（なお超高層ビルは別箇独立して存在する）の他、紡績工場やバイオプラント、化学プラント、高炉などの「工業施設」、街に電力を供給する「発電所」（火力発電所や原子力発電所に加え、地熱発電所や潮力発電所などといった再生可能エネルギーもある）、電波塔などシンボル的な役割を持つ「ランドマーク」など多岐に渡り、後述の鉄道博物館・国際空港・ゴルフ場も子会社に分類される。また、都市には7種類（農業・工業・商業・ビジネス・レジャー・文化・住宅）の産業区分が設けられており、これら子会社によって産業構成比が変化する。
「建物キット」および「建物キット 2nd」をインストールすると外観が東京スカイツリーに酷似した「ネオタワー」や、商店街、駅関連施設などが建設できるようになる。また、予約特典としてヨドバシカメラで予約購入した場合、ヨドバシAkiba、ヨドバシカメラ新宿西口本店、ヨドバシ梅田(2nd特典)、京都ヨドバシ(2nd特典)、ヨドバシ横浜(プロフェッショナル特典)、ヨドバシ仙台(プロフェッショナル特典)を模した店舗が、ビックカメラ及びソフマップ系列で購入した場合、ビックカメラ有楽町店本館（読売会館）、ビックカメラ本店パソコン館(2nd特典)、ソフマップアキハバラ本店、ソフマップアミューズメント館(2nd特典)を模した建物が追加される追加特典が付与される。
2ndより新たな予約特典としてヤマダ電機で予約購入した場合、LABI1日本総本店池袋、LABI新宿東口館を模した建物が追加される追加特典が付与される。
なお、Version 5.0では、最新のアップデートパッチ「Version 5.00 Build 4431」を適用することにより、これらの過去に予約特典で登場した全ての建物を全ユーザーが建設できるようになった。
建物キットをインストールしていない環境であっても、アップデートパッチで「Version 1.00 Build 150」以降にアップデートすることにより、建物キットをインストールした環境で保存したデータを読み書きできる。

### プロジェクト
プロジェクトによって、大型施設をマップ内に建設・誘致することができる。建設には多額の資金が必要だが資材は不要。各マップに1つしか建設できない。コンストラクションモードでは選択・建設は不可（Version 4.0からは設置可能）。以下の5種類が建設できる。
ゴルフ場
全9コースのハーフグラウンドコースとクラブハウス・駐車場によって構成される。子会社に分類されるが売却は不可。建設費用は220億円。
鉄道博物館
線路が並んだ広大な敷地にターンテーブルと扇形機関庫によって構成される。子会社に分類されるが売却は不可。建設費用は410億円。線路にはマップ内において運行実績のある車両（マップに配置した車両）が展示される。新幹線車両とリニア車両は、それぞれの路線が開通した時点で全ての当該車両が展示される。一度配置すれば撤去しても鉄道博物館の展示から除外されることはなく、最終的には224種類の車両が展示される。
Version3.0にて車両が12両追加されたことに伴い、追加車両が展示される施設が「鉄道博物館2」として追加された。こちらは扇形に並べられた線路と本館を思わせる現代風の建物によって構成される。本館の正面入り口にも1つ線路がある。建設費用は330億円。
Version4で再び四角い土地内に展示する「鉄道博物館3」が追加されている。建設費用は210億円。
Version5で「鉄道博物館4」が追加されている。建設費用は380億円。
車両キットで「鉄道博物館5」が追加されている。建設費用は190億円。
車両キット 2ndで「鉄道博物館6」が追加されている。建設費用は280億円。
国際空港
滑走路1本とターミナルビルによって構成される。子会社に分類されるが売却は不可。建設費用は880億円。建設するとジェット機が離着陸する。滑走路の前後には建物の高度制限が設けられ、制限を超える高さの建物は配置できない。
新幹線駅誘致
新幹線駅と高さ60mの高架線路によって構成される。「誘致」とあるように建設しても子会社にもならず売却はおろか撤去もできない。建設費用は1000億円程度でルートによって変わる。ルートは自由だが8方向に一直線しか選べない上に、建設予定地に山や撤去不可能な障害物、航空路などがある場合には建設出来ない。誘致すると車両リストの新幹線車両が購入できる。
リニア駅誘致
主な概要は新幹線駅と同様だが、リニア線路の高架は高さ80mのために新幹線と立体交差させることが可能。建設費用は1000億円程度〜5000億円程度でルートによって変わる。

## ゲーム内の時間
ゲーム進行速度は0.5倍から300倍の範囲で設定できるがパソコンのCPU性能やマップの発展具合によっては設定したゲーム進行速度で作動しない場合がある。
ゲーム内の時間の流れは、ゲーム進行速度を標準（1倍）に設定している場合、実際の時間の450倍である（ゲーム内の1時間＝実際の8秒）が、アップデートパッチにより、マップコントラクションに「時間拡張」のオプションが追加されゲーム内の時間の流れを30倍、60倍、120倍、450倍の4種類から選べるようになった。Version4.0では3倍も追加され、Version5.0 Build4147からは6倍と12倍も追加された。ただし、ゲームモードでは時間拡張の変更は出来ない。Version 1.00 Build 115では時間拡張を60倍に変更した「EX」マップが追加された。Ver2.0以降に追加されたマップにはEXマップは提供されていないが、最初から時間拡張が変更されているマップが提供されている。
時間拡張の設定を変更すると、ゲーム進行速度を変更した場合と異なり列車の運行速度などが見た目で変化するわけではなく、時計の進行速度が変化する。

## ゲーム内のニューゲームマップ
ゲーム内には、最初から用意されているマップがある。このマップは、450倍の時間の流れで作られている。また、各マップには、アップデートパッチにより、時間拡張60倍マップも用意されている。ゲーム内で示されているように上から順にここに示す。
| マップ名                                 | 収録バージョン           |
| ---------------------------------------- | ------------------------ |
| 大都市構想                               | Version 1.0              |
| 広域都市計画                             | Version 1.0              |
| 古都再興                                 | Version 1.0              |
| 水面に映ゆる鉄道                         | Version 1.0              |
| 観光都市からの飛躍                       | Version 1.0              |
| 島の繁栄                                 | Version 1.0              |
| 新幹線とリニア                           | Version 1.0              |
| バスのある風景                           | Version 1.0              |
| 工業地帯のエネルギー転換                 | Version 1.0              |
| 混迷する交通都市                         | Version 1.0              |
| 鉄道博物館                               | Version 1.0              |
| シーサイドリゾートの発展                 | Version 2.0              |
| 日の落ちない街ダウンタウン               | Version 2.0              |
| 世界競技大会開催                         | Version 2.0              |
| 恐竜の眠る山岳地帯                       | Version 2.0              |
| 海の守り神と山の守り神                   | Version 2.0              |
| 星の見える丘                             | Version 2.0              |
| 湯煙の似合う都市                         | Version 2.0              |
| ランドマークタワー博覧会                 | Version 2.0              |
| 村の架け橋鉄道                           | Version 2.0              |
| 鉄道博物館II                             | Version 2.0              |
| 夕日町計画                               | Version 2.0              |
| 水面に揺れる工場の灯                     | Version 2.0              |
| 宵明けの大都                             | Version 3.0              |
| 夕染めの水都                             | Version 3.0              |
| おどる広告都市                           | Version 3.0              |
| ねむる空洞都市                           | Version 3.0              |
| 文明開化の薫る街                         | Version 3.0              |
| 異国情緒の漂う街                         | Version 3.0              |
| 山間の秘湯へ                             | Version 3.0              |
| 田園の彼方へ                             | Version 3.0              |
| 空港連絡線は続くよ                       | Version 3.0              |
| 鉄道博物館は続くよ                       | Version 3.0              |
| 砂浜とウォーターフロント                 | Version 4.0              |
| 川沿いにある街                           | Version 4.0              |
| ひしめきあう街                           | Version 4.0              |
| 名山そびえ立つ町                         | Version 4.0 JR東海パック |
| 渓流を望む汽車                           | Version 5.0              |
| 江ノ島鎌倉観光路線（A列車紀行：鎌倉）    | Version 5.0              |
| JR九州のA列車で行こう（A列車紀行：熊本） | Version 5.0              |
| 参詣鉄道を復活せよ（A列車紀行：出雲）    | Version 5.0              |
| 梅田から伊丹へ（A列車紀行：梅田）        | Version 5.0              |
| 函館の女（A列車紀行：函館）              | Version 5.0              |
| 金沢市LRT計画（A列車紀行：金沢）         | Version 5.0              |
| ジオラマの映える島                       | Version 5.0              |
| 海上都市計画                             | Version 5.0              |
| 風光明媚なローカル線                     | Version 5.0              |
| 城下町の復興                             | Version 5.0              |
| 名山そびえ立つ街                         | Version 5.0              |

## 収録車両
2025年4月24日発売のA列車で行こう9 Version 5.0 車両キット 3rd時点で、総収録車両数は343車両である。
- ☆は『A列車で行こうExp.+』で追加。
- ★は『A列車で行こうExp.+ コンプリート』で追加。
- ◎は旅客・貨物いずれの属性も持たない車両（Version 3.0）。

| 形式名                                                              | 会社名             | 種類         | 追加バージョン             |
| ------------------------------------------------------------------- | ------------------ | ------------ | -------------------------- |
| 0系                                                                 | 日本国有鉄道       | 新幹線車両   | Version 1.0                |
| 200系                                                               | 日本国有鉄道       | 新幹線車両   | Version 1.0                |
| 200系（リニューアル車）                                             | JR東日本           | 新幹線車両   | Version 1.0                |
| 400系（新塗装）                                                     | JR東日本           | 新幹線車両   | Version 1.0                |
| 500系                                                               | JR西日本           | 新幹線車両   | Version 1.0                |
| 700系7000番台「ひかりレールスター」                                 | JR西日本           | 新幹線車両   | Version 1.0                |
| 800系                                                               | JR九州             | 新幹線車両   | Version 1.0                |
| E1系（旧塗装）                                                      | JR東日本           | 新幹線車両   | Version 1.0                |
| E2系0番台                                                           | JR東日本           | 新幹線車両   | Version 1.0                |
| E2系1000番台                                                        | JR東日本           | 新幹線車両   | Version 1.0                |
| E3系0番台                                                           | JR東日本           | 新幹線車両   | Version 1.0                |
| E3系1000番台（旧塗装）                                              | JR東日本           | 新幹線車両   | Version 1.0                |
| E4系（旧塗装）                                                      | JR東日本           | 新幹線車両   | Version 1.0                |
| キハ40系（北海道色）                                                | JR北海道           | 気動車       | Version 1.0                |
| キハ54形500番台                                                     | JR北海道           | 気動車       | Version 1.0                |
| キハ183系0番台（オホーツク色）                                      | JR北海道           | 特急型気動車 | Version 1.0                |
| キハ183系0番台（国鉄新塗装）                                        | JR北海道           | 特急型気動車 | Version 1.0                |
| キハ183系5200番台「ノースレインボーエクスプレス」                   | JR北海道           | 特急型気動車 | Version 1.0                |
| キハ150形                                                           | JR北海道           | 気動車       | Version 1.0                |
| キハ201系                                                           | JR北海道           | 気動車       | Version 1.0                |
| キハ283系                                                           | JR北海道           | 特急型気動車 | Version 1.0                |
| 721系                                                               | JR北海道           | 近郊型       | Version 1.0                |
| 731系                                                               | JR北海道           | 近郊型       | Version 1.0                |
| 785系                                                               | JR北海道           | 特急型       | Version 1.0                |
| 789系0番台                                                          | JR北海道           | 特急型       | Version 1.0                |
| ED79形+50系5000番台「海峡」                                         | JR北海道           | 機関車・客車 | Version 1.0                |
| キハ38形（久留里線）                                                | JR東日本           | 気動車       | Version 1.0                |
| キハ40系（新潟色）                                                  | JR東日本           | 気動車       | Version 1.0                |
| キハ40系（新新潟色）                                                | JR東日本           | 気動車       | Version 1.0                |
| キハ48形「みのり」                                                  | JR東日本           | 気動車       | Version 1.0                |
| キハ110系200番台                                                    | JR東日本           | 気動車       | Version 1.0                |
| キハE130形0番台                                                     | JR東日本           | 気動車       | Version 1.0                |
| キハE131形+E132形                                                   | JR東日本           | 気動車       | Version 1.0                |
| キハE200形                                                          | JR東日本           | 気動車       | Version 1.0                |
| 101系（南武支線）                                                   | JR東日本           | 通勤型       | Version 1.0                |
| 103系（スカイブルー）                                               | JR東日本           | 通勤型       | Version 1.0                |
| 103系（オレンジバーミリオン）                                       | JR東日本           | 通勤型       | Version 1.0                |
| 103系（ウグイス）                                                   | JR東日本           | 通勤型       | Version 1.0                |
| 103系（エメラルドグリーン）                                         | JR東日本           | 通勤型       | Version 1.0                |
| 103系（カナリアイエロー）                                           | JR東日本           | 通勤型       | Version 1.0                |
| 107系0番台                                                          | JR東日本           | 通勤型       | Version 1.0                |
| 107系100番台                                                        | JR東日本           | 通勤型       | Version 1.0                |
| 113系1000番台（スカ色）                                             | JR東日本           | 近郊型       | Version 1.0                |
| 113系2000番台（湘南色）                                             | JR東日本           | 近郊型       | Version 1.0                |
| 115系（スカ色）                                                     | JR東日本           | 近郊型       | Version 1.0                |
| 115系（湘南色）                                                     | JR東日本           | 近郊型       | Version 1.0                |
| 115系（弥彦色）                                                     | JR東日本           | 近郊型       | Version 1.0                |
| 123系「ミニエコー」（クモハ123-1）                                  | JR東日本           | 近郊型       | Version 1.0                |
| 165系（モントレー色）                                               | JR東日本           | 急行型       | Version 1.0                |
| 185系                                                               | JR東日本           | 特急型       | Version 1.0                |
| 201系（スカイブルー）                                               | JR東日本           | 通勤型       | Version 1.0                |
| 201系（オレンジバーミリオン）                                       | JR東日本           | 通勤型       | Version 1.0                |
| 201系（カナリアイエロー）                                           | JR東日本           | 通勤型       | Version 1.0                |
| 205系（ウグイス）                                                   | JR東日本           | 通勤型       | Version 1.0                |
| 205系（カナリアイエロー）                                           | JR東日本           | 通勤型       | Version 1.0                |
| 205系（埼京線）                                                     | JR東日本           | 通勤型       | Version 1.0                |
| 205系（京葉線、メルヘン）                                           | JR東日本           | 通勤型       | Version 1.0                |
| 205系（武蔵野線、メルヘン）                                         | JR東日本           | 通勤型       | Version 1.0                |
| 209系（京浜東北線）                                                 | JR東日本           | 通勤型       | Version 1.0                |
| 209系（南武線）                                                     | JR東日本           | 通勤型       | Version 1.0                |
| 209系（八高線）                                                     | JR東日本           | 通勤型       | Version 1.0                |
| 211系                                                               | JR東日本           | 近郊型       | Version 1.0                |
| 215系                                                               | JR東日本           | 近郊型       | Version 1.0                |
| E217系                                                              | JR東日本           | 近郊型       | Version 1.0                |
| E231系0番台（中央・総武緩行線）                                     | JR東日本           | 通勤型       | Version 1.0                |
| E231系0番台（常磐快速線）                                           | JR東日本           | 通勤型       | Version 1.0                |
| E231系500番台（山手線）                                             | JR東日本           | 通勤型       | Version 1.0                |
| E231系1000番台                                                      | JR東日本           | 通勤型       | Version 1.0                |
| E233系0番台（中央線快速）                                           | JR東日本           | 通勤型       | Version 1.0                |
| E233系1000番台（京浜東北線）                                        | JR東日本           | 通勤型       | Version 1.0                |
| E233系3000番台                                                      | JR東日本           | 近郊型       | Version 1.0                |
| 251系（旧塗装）                                                     | JR東日本           | 特急型       | Version 1.0                |
| 253系                                                               | JR東日本           | 特急型       | Version 1.0                |
| 255系                                                               | JR東日本           | 特急型       | Version 1.0                |
| E257系0番台                                                         | JR東日本           | 特急型       | Version 1.0                |
| E257系500番台                                                       | JR東日本           | 特急型       | Version 1.0                |
| E259系                                                              | JR東日本           | 特急型       | Version 1.0                |
| E351系                                                              | JR東日本           | 特急型       | Version 1.0                |
| 485系300番台                                                        | JR東日本           | 特急型       | Version 1.0                |
| 485系3000番台（新潟車）                                             | JR東日本           | 特急型       | Version 1.0                |
| 485系3000番台（青森車）                                             | JR東日本           | 特急型       | Version 1.0                |
| 485系「日光・きぬがわ」                                             | JR東日本           | 特急型       | Version 1.0                |
| E653系（ブルーオーシャン）                                          | JR東日本           | 特急型       | Version 1.0                |
| E653系（イエロージョンギル）                                        | JR東日本           | 特急型       | Version 1.0                |
| E653系（スカーレットブロッサム）                                    | JR東日本           | 特急型       | Version 1.0                |
| E653系（グリーンレイク）                                            | JR東日本           | 特急型       | Version 1.0                |
| E655系「なごみ」                                                    | JR東日本           | 特急型       | Version 1.0                |
| 701系1000番台（仙台地区）                                           | JR東日本           | 近郊型       | Version 1.0                |
| 701系1000番台（盛岡地区）                                           | JR東日本           | 近郊型       | Version 1.0                |
| 701系5000番台（田沢湖線）                                           | JR東日本           | 近郊型       | Version 1.0                |
| 719系0番台                                                          | JR東日本           | 近郊型       | Version 1.0                |
| E751系                                                              | JR東日本           | 特急型       | Version 1.0                |
| EF81形+E26系「カシオペア」                                          | JR東日本           | 機関車・客車 | Version 1.0                |
| EF81形+24系「北斗星」                                               | JR東日本           | 機関車・客車 | Version 1.0                |
| C57形蒸気機関車180号機+12系                                         | JR東日本           | 機関車・客車 | Version 1.0                |
| キハ40系（首都圏色）                                                | JR西日本           | 気動車       | Version 1.0                |
| キハ52形100番台（国鉄色）                                           | JR西日本           | 気動車       | Version 1.0                |
| キハ52形100番台（旧国鉄気動車色）                                   | JR西日本           | 気動車       | Version 1.0                |
| キハ52形100番台（首都圏色）                                         | JR西日本           | 気動車       | Version 1.0                |
| キハ58系（国鉄色）                                                  | JR西日本           | 気動車       | Version 1.0                |
| キハ58系（広島地区）                                                | JR西日本           | 気動車       | Version 1.0                |
| キハ58系「つやま」                                                  | JR西日本           | 気動車       | Version 1.0                |
| キハ181系                                                           | JR西日本           | 気動車       | Version 1.0                |
| キハ120形0番台（木次線）                                            | JR西日本           | 気動車       | Version 1.0                |
| キハ120形200番台（木次線）                                          | JR西日本           | 気動車       | Version 1.0                |
| キハ120形300番台（関西本線）                                        | JR西日本           | 気動車       | Version 1.0                |
| キハ187系500番台                                                    | JR西日本           | 特急型気動車 | Version 1.0                |
| 103系（スカイブルー、延命車）                                       | JR西日本           | 通勤型       | Version 1.0                |
| 103系（オレンジバーミリオン、延命車）                               | JR西日本           | 通勤型       | Version 1.0                |
| 117系                                                               | JR西日本           | 通勤型       | Version 1.0                |
| 125系                                                               | JR西日本           | 通勤型       | Version 1.0                |
| 205系（スカイブルー）                                               | JR西日本           | 通勤型       | Version 1.0                |
| 207系1000番台                                                       | JR西日本           | 通勤型       | Version 1.0                |
| 221系                                                               | JR西日本           | 近郊型       | Version 1.0                |
| 223系2000番台                                                       | JR西日本           | 近郊型       | Version 1.0                |
| 281系                                                               | JR西日本           | 特急型       | Version 1.0                |
| 283系                                                               | JR西日本           | 特急型       | Version 1.0                |
| 285系0番台                                                          | JR西日本           | 特急型       | Version 1.0                |
| 381系「スーパーやくも」                                             | JR西日本           | 特急型       | Version 1.0                |
| 381系「くろしお」                                                   | JR西日本           | 特急型       | Version 1.0                |
| 381系「ゆったりやくも」                                             | JR西日本           | 特急型       | Version 1.0                |
| 419系                                                               | JR西日本           | 近郊型       | Version 1.0                |
| 583系                                                               | JR西日本           | 特急型       | Version 1.0                |
| 681系                                                               | JR西日本           | 特急型       | Version 1.0                |
| EF81形+24系「トワイライトエクスプレス」                             | JR西日本           | 機関車・客車 | Version 1.0                |
| C57形蒸気機関車+12系                                                | JR西日本           | 機関車・客車 | Version 1.0                |
| D51形蒸気機関車+12系                                                | JR西日本           | 機関車・客車 | Version 1.0                |
| キハ32形                                                            | JR四国             | 気動車       | Version 1.0                |
| キハ54形0番台                                                       | JR四国             | 気動車       | Version 1.0                |
| キハ185系0番台                                                      | JR四国             | 特急型気動車 | Version 1.0                |
| キハ185系3000番台                                                   | JR四国             | 特急型気動車 | Version 1.0                |
| 1000形                                                              | JR四国             | 気動車       | Version 1.0                |
| 1500形                                                              | JR四国             | 気動車       | Version 1.0                |
| 2000系                                                              | JR四国             | 特急型気動車 | Version 1.0                |
| 5000系                                                              | JR四国             | 近郊型       | Version 1.0                |
| 7000系                                                              | JR四国             | 近郊型       | Version 1.0                |
| 8000系（旧塗装）                                                    | JR四国             | 特急型       | Version 1.0                |
| キハ40系（日南線）                                                  | JR九州             | 気動車       | Version 1.0                |
| キハ71系                                                            | JR九州             | 特急型気動車 | Version 1.0                |
| 303系                                                               | JR九州             | 通勤型       | Version 1.0                |
| 415系0番台                                                          | JR九州             | 近郊型       | Version 1.0                |
| 415系1500番台                                                       | JR九州             | 近郊型       | Version 1.0                |
| 485系0番台                                                          | JR九州             | 特急型       | Version 1.0                |
| 485系（RED EXPRESS）                                                | JR九州             | 特急型       | Version 1.0                |
| 485系「きりしま」                                                   | JR九州             | 特急型       | Version 1.0                |
| 787系                                                               | JR九州             | 特急型       | Version 1.0                |
| 811系                                                               | JR九州             | 近郊型       | Version 1.0                |
| 813系0番台                                                          | JR九州             | 近郊型       | Version 1.0                |
| 817系                                                               | JR九州             | 近郊型       | Version 1.0                |
| 883系（3次車）                                                      | JR九州             | 特急型       | Version 1.0                |
| 883系（4次車、濃紺色）                                              | JR九州             | 特急型       | Version 1.0                |
| 883系（4次車、シルバー）                                            | JR九州             | 特急型       | Version 1.0                |
| 883系（4次車、イエロー）                                            | JR九州             | 特急型       | Version 1.0                |
| 883系（4次車、リニューアル車）                                      | JR九州             | 特急型       | Version 1.0                |
| 885系（1次車）                                                      | JR九州             | 特急型       | Version 1.0                |
| EF66形+14系「富士・はやぶさ」                                       | JR九州             | 機関車・客車 | Version 1.0                |
| DD51形                                                              | JR貨物             | 機関車       | Version 1.0                |
| EF81形（ローズピンク）                                              | JR貨物             | 機関車       | Version 1.0                |
| EF81形450番台                                                       | JR貨物             | 機関車       | Version 1.0                |
| EF81形500番台                                                       | JR貨物             | 機関車       | Version 1.0                |
| DF200形                                                             | JR貨物             | 機関車       | Version 1.0                |
| EF210形                                                             | JR貨物             | 機関車       | Version 1.0                |
| EH200形                                                             | JR貨物             | 機関車       | Version 1.0                |
| EH500形                                                             | JR貨物             | 機関車       | Version 1.0                |
| M250系「スーパーレールカーゴ」                                      | JR貨物             | 貨物電車     | Version 1.0                |
| 東武100系「スペーシア」（旧塗装）★                                  | 東武鉄道           | 特急型       | Version 1.0                |
| 東武50000系50050型★                                                 | 東武鉄道           | 通勤型       | Version 1.0                |
| 西武10000系「ニューレッドアロー」                                   | 西武鉄道           | 特急型       | Version 1.0                |
| 西武20000系                                                         | 西武鉄道           | 通勤型       | Version 1.0                |
| 西武30000系                                                         | 西武鉄道           | 通勤型       | Version 1.0                |
| 京成AE100形「スカイライナー・シティライナー」等                     | 京成電鉄           | 特急型       | Version 1.0                |
| 京成3000形                                                          | 京成電鉄           | 通勤型       | Version 1.0                |
| 京王8000系★                                                         | 京王電鉄           | 通勤型       | Version 1.0                |
| 東急300系（グリーン）★                                              | 東急電鉄           | 軌道車両     | Version 1.0                |
| 東急5000系 (2代)★                                                   | 東急電鉄           | 通勤型       | Version 1.0                |
| 京急新1000形★                                                       | 京浜急行電鉄       | 通勤型       | Version 1.0                |
| 京急新1000形（ステンレス車）★                                       | 京浜急行電鉄       | 通勤型       | Version 1.0                |
| 東京メトロ06系                                                      | 東京地下鉄         | 通勤型       | Version 1.0                |
| 東京メトロ10000系                                                   | 東京地下鉄         | 通勤型       | Version 1.0                |
| 小田急4000形 (2代)★                                                 | 小田急電鉄         | 通勤型       | Version 1.0                |
| 小田急3100形「NSE」★                                                | 小田急電鉄         | 特急型       | Version 1.0                |
| 小田急50000形「VSE」★                                               | 小田急電鉄         | 特急型       | Version 1.0                |
| 小田急60000形「MSE」★                                               | 小田急電鉄         | 特急型       | Version 1.0                |
| 名鉄3500系 (2代)★                                                   | 名古屋鉄道         | 通勤型       | Version 1.0                |
| 名鉄7000系「パノラマカー」★                                         | 名古屋鉄道         | 特急型       | Version 1.0                |
| 名鉄7000系「パノラマカー」（白帯車）★                               | 名古屋鉄道         | 特急型       | Version 1.0                |
| 名鉄2000系「ミュースカイ」★                                         | 名古屋鉄道         | 特急型       | Version 1.0                |
| 名鉄2200系★                                                         | 名古屋鉄道         | 通勤型       | Version 1.0                |
| 近鉄3220系★                                                         | 近畿日本鉄道       | 通勤型       | Version 1.0                |
| 近鉄21020系「アーバンライナーnext」★                                | 近畿日本鉄道       | 特急型       | Version 1.0                |
| 近鉄23000系「伊勢志摩ライナー」★                                    | 近畿日本鉄道       | 特急型       | Version 1.0                |
| 南海1000系 (2代)★                                                   | 南海電気鉄道       | 通勤型       | Version 1.0                |
| 南海50000系「ラピート」★                                            | 南海電気鉄道       | 特急型       | Version 1.0                |
| 京阪3000系 (2代)★                                                   | 京阪電気鉄道       | 通勤型       | Version 1.0                |
| 京阪8000系（新塗装）★                                               | 京阪電気鉄道       | 特急型       | Version 1.0                |
| 阪神1000系                                                          | 阪神電気鉄道       | 急行型       | Version 1.0                |
| 阪神5500系                                                          | 阪神電気鉄道       | 通勤型       | Version 1.0                |
| 阪神9300系                                                          | 阪神電気鉄道       | 急行型       | Version 1.0                |
| 西鉄3000形★                                                         | 西日本鉄道         | 急行型       | Version 1.0                |
| 都電7000形                                                          | 東京都交通局       | 軌道車両     | Version 1.0                |
| 名古屋市営地下鉄7000形★                                             | 名古屋市交通局     | 通勤型       | Version 1.0                |
| 福岡市営地下鉄3000系★                                               | 福岡市交通局       | 通勤型       | Version 1.0                |
| つくばエクスプレスTX-2000系★                                        | 首都圏新都市鉄道   | 通勤型       | Version 1.0                |
| 北越急行HK100形（旧塗装）★                                          | 北越急行           | 近郊型       | Version 1.0                |
| 北越急行681系2000番台★                                              | 北越急行           | 特急型       | Version 1.0                |
| 叡山電鉄900系「きらら」（メープルレッド）                           | 叡山電鉄           | 通勤型       | Version 1.0                |
| 叡山電鉄900系「きらら」（メープルオレンジ）                         | 叡山電鉄           | 通勤型       | Version 1.0                |
| 広島電鉄5000形「グリーンムーバー」                                  | 広島電鉄           | 軌道車両     | Version 1.0                |
| 広島電鉄5100形「グリーンムーバーマックス」                          | 広島電鉄           | 軌道車両     | Version 1.0                |
| U-Shape - 通勤形、地下鉄車両                                        | ゲームオリジナル   | 通勤型       | Version 1.0                |
| AR3 - 高速通勤形                                                    | ゲームオリジナル   | 通勤型       | Version 1.0                |
| AR4 - 急行形                                                        | ゲームオリジナル   | 急行型       | Version 1.0                |
| AR5 - 特急形                                                        | ゲームオリジナル   | 特急型       | Version 1.0                |
| AR7 - 特急形                                                        | ゲームオリジナル   | 特急型       | Version 1.0                |
| AR8 - 特急形                                                        | ゲームオリジナル   | 特急型       | Version 1.0                |
| AR9(commuter) - 通勤形                                              | ゲームオリジナル   | 通勤型       | Version 1.0                |
| AR9(express) - 特急形                                               | ゲームオリジナル   | 特急型       | Version 1.0                |
| AR9(super express) - 超特急車両                                     | ゲームオリジナル   | 超特急型     | Version 1.0                |
| ARX - 特急形                                                        | ゲームオリジナル   | 特急型       | Version 1.0                |
| 186exp. - 超特急車両、動力集中方式                                  | ゲームオリジナル   | 超特急型     | Version 1.0                |
| リニア - 超特急車両                                                 | ゲームオリジナル   | 超特急型     | Version 1.0                |
| A-STEAM - 蒸気機関車                                                | ゲームオリジナル   | 機関車       | Version 1.0                |
| DC4 - ディーゼル機関車、貨物列車                                    | ゲームオリジナル   | 機関車       | Version 1.0                |
| EC6 - 電気機関車、貨物列車                                          | ゲームオリジナル   | 機関車       | Version 1.0                |
| N700系（山陽・九州新幹線）                                          | JR西日本・JR九州   | 新幹線車両   | Version 3.0                |
| E5系                                                                | JR東日本           | 新幹線車両   | Version 3.0                |
| E6系                                                                | JR東日本           | 新幹線車両   | Version 3.0                |
| E7系                                                                | JR東日本           | 新幹線車両   | Version 3.0                |
| 287系                                                               | JR西日本           | 特急型       | Version 3.0                |
| キハ40系「いさぶろう・しんぺい」                                    | JR九州             | 特急型気動車 | Version 3.0                |
| キハ185系「A列車で行こう」                                          | JR九州             | 特急型気動車 | Version 3.0                |
| 東京地下鉄道1000形                                                  | 東京地下鉄道       | 通勤型       | Version 3.0                |
| 東京メトロ1000系                                                    | 東京地下鉄         | 通勤型       | Version 3.0                |
| 三陸鉄道36-100形                                                    | 三陸鉄道           | 気動車       | Version 3.0                |
| IGRいわて銀河鉄道IGR7000系                                          | IGRいわて銀河鉄道  | 近郊型       | Version 3.0                |
| 青い森鉄道青い森703系                                               | 青い森鉄道         | 近郊型       | Version 3.0                |
| 無蓋車◎                                                             | その他             | 貨車         | Version 3.0                |
| タンク車◎                                                           | その他             | 貨車         | Version 3.0                |
| 有蓋車◎                                                             | その他             | 貨車         | Version 3.0                |
| E926形「East i」◎                                                   | JR東日本           | 新幹線車両   | Version 4.0                |
| キヤE193系「East i-D」◎                                             | JR東日本           | 事業用車     | Version 4.0                |
| E491系「East i-E」◎                                                 | JR東日本           | 事業用車     | Version 4.0                |
| 0系（YK8編成）                                                      | JR東海             | 新幹線車両   | Version 4.0 JR東海パック   |
| 100系                                                               | JR東海・JR西日本   | 新幹線車両   | Version 4.0 JR東海パック   |
| 300系                                                               | JR東海・JR西日本   | 新幹線車両   | Version 4.0 JR東海パック   |
| 700系                                                               | JR東海・JR西日本   | 新幹線車両   | Version 4.0 JR東海パック   |
| N700系                                                              | JR東海・JR西日本   | 新幹線車両   | Version 4.0 JR東海パック   |
| 922形「ドクターイエロー」                                           | JR東海・JR西日本   | 新幹線車両   | Version 4.0 JR東海パック   |
| 923形「ドクターイエロー」                                           | JR東海・JR西日本   | 新幹線車両   | Version 4.0 JR東海パック   |
| 213系5000番台                                                       | JR東海             | 近郊型       | Version 4.0 JR東海パック   |
| 311系                                                               | JR東海             | 近郊型       | Version 4.0 JR東海パック   |
| 313系                                                               | JR東海             | 近郊型       | Version 4.0 JR東海パック   |
| 373系                                                               | JR東海             | 特急型       | Version 4.0 JR東海パック   |
| 383系                                                               | JR東海             | 特急型       | Version 4.0 JR東海パック   |
| キハ40系（東海色）                                                  | JR東海             | 気動車       | Version 4.0 JR東海パック   |
| キハ11形                                                            | JR東海             | 気動車       | Version 4.0 JR東海パック   |
| キハ25形                                                            | JR東海             | 気動車       | Version 4.0 JR東海パック   |
| キハ75形                                                            | JR東海             | 気動車       | Version 4.0 JR東海パック   |
| キハ85系                                                            | JR東海             | 特急型気動車 | Version 4.0 JR東海パック   |
| キヤ95系◎                                                           | JR東海             | 事業用車     | Version 4.0 JR東海パック   |
| キヤ97系◎                                                           | JR東海             | 事業用車     | Version 4.0 JR東海パック   |
| H5系                                                                | JR北海道           | 新幹線車両   | Version 5.0                |
| N700A                                                               | JR東海・JR西日本   | 新幹線車両   | Version 5.0                |
| キハ47形「かわせみ やませみ」☆                                      | JR九州             | 特急型気動車 | Version 5.0                |
| E235系0番台                                                         | JR東日本           | 通勤型       | Version 5.0                |
| EV-E301系「ACCUM」                                                  | JR東日本           | 通勤型       | Version 5.0                |
| BEC819系「DENCHA」                                                  | JR九州             | 近郊型       | Version 5.0                |
| C11形蒸気機関車207号機+ヨ8000形+12系☆                               | JR北海道・東武鉄道 | 機関車・客車 | Version 5.0                |
| 西武40000系                                                         | 西武鉄道           | 通勤型       | Version 5.0                |
| 京成新AE形「スカイライナー」                                        | 京成電鉄           | 特急型       | Version 5.0                |
| 東京メトロ13000系                                                   | 東京地下鉄         | 通勤型       | Version 5.0                |
| 相鉄20000系☆                                                        | 相模鉄道           | 通勤型       | Version 5.0                |
| 阪急1000系                                                          | 阪急電鉄           | 通勤型       | Version 5.0                |
| 阪急1300系                                                          | 阪急電鉄           | 通勤型       | Version 5.0                |
| 阪急3000系                                                          | 阪急電鉄           | 通勤型       | Version 5.0                |
| 阪急3300系                                                          | 阪急電鉄           | 通勤型       | Version 5.0                |
| 道南いさりび鉄道キハ40形「ながまれ号」                              | 道南いさりび鉄道   | 気動車       | Version 5.0                |
| しなの鉄道169系                                                     | しなの鉄道         | 急行型       | Version 5.0                |
| えちごトキめき鉄道ET122形                                           | えちごトキめき鉄道 | 気動車       | Version 5.0                |
| あいの風とやま鉄道521系（2次車）                                    | あいの風とやま鉄道 | 近郊型       | Version 5.0                |
| IRいしかわ鉄道521系（3次車）                                        | IRいしかわ鉄道     | 近郊型       | Version 5.0                |
| 北陸鉄道8000系8800番台☆                                             | 北陸鉄道           | 通勤型       | Version 5.0                |
| 江ノ島電鉄300形☆                                                    | 江ノ島電鉄         | 通勤型       | Version 5.0                |
| 一畑電車7000系7002号車☆                                             | 一畑電車           | 通勤型       | Version 5.0                |
| 熊本電気鉄道5000形☆                                                 | 熊本電気鉄道       | 通勤型       | Version 5.0                |
| H100形                                                              | JR北海道           | 気動車       | Version 5.0 車両キット     |
| キハ261系5000番台（はまなす）                                       | JR北海道           | 特急型気動車 | Version 5.0 車両キット     |
| キハ261系5000番台（ラベンダー）                                     | JR北海道           | 特急型気動車 | Version 5.0 車両キット     |
| E131系                                                              | JR東日本           | 通勤型       | Version 5.0 車両キット     |
| E257系2000番台「踊り子」                                            | JR東日本           | 特急型       | Version 5.0 車両キット     |
| E261系「サフィール踊り子」                                          | JR東日本           | 特急型       | Version 5.0 車両キット     |
| E235系1000番台                                                      | JR東日本           | 通勤型       | Version 5.0 車両キット     |
| 787系「36ぷらす3」                                                  | JR九州             | 特急型       | Version 5.0 車両キット     |
| 東武500系「リバティ」★                                              | 東武鉄道           | 特急型       | Version 5.0 車両キット     |
| 西武001系「Laview」★                                                | 西武鉄道           | 特急型       | Version 5.0 車両キット     |
| 京王5000系 (2代)★                                                   | 京王電鉄           | 通勤型       | Version 5.0 車両キット     |
| 東京メトロ2000系★                                                   | 東京地下鉄         | 通勤型       | Version 5.0 車両キット     |
| 小田急70000形「GSE」★                                               | 小田急電鉄         | 特急型       | Version 5.0 車両キット     |
| 近鉄80000系「ひのとり」★                                            | 近畿日本鉄道       | 特急型       | Version 5.0 車両キット     |
| 西鉄3000形電車 柳川観光列車「〜水都〜」★                            | 西日本鉄道         | 急行型       | Version 5.0 車両キット     |
| えちごトキめき鉄道ET122形1000番台 「えちごトキめきリゾート雪月花」★ | えちごトキめき鉄道 | 特急型       | Version 5.0 車両キット     |
| 叡山電鉄700系「ひえい」★                                            | 叡山電鉄           | 通勤型       | Version 5.0 車両キット     |
| キハ183系「サロベツ」                                               | JR北海道           | 特急型気動車 | Version 5.0 車両キット 2nd |
| キハ261系1000番台 「スーパーとかち」「スーパー北斗」（旧塗装）      | JR北海道           | 特急型気動車 | Version 5.0 車両キット 2nd |
| キハ261系1000番台 「とかち」「北斗」（新塗装）                      | JR北海道           | 特急型気動車 | Version 5.0 車両キット 2nd |
| 733系1000番台「はこだてライナー」                                   | JR北海道           | 近郊型       | Version 5.0 車両キット 2nd |
| E233系5000番台（京葉線）                                            | JR東日本           | 通勤型       | Version 5.0 車両キット 2nd |
| E233系6000番台（横浜線）                                            | JR東日本           | 通勤型       | Version 5.0 車両キット 2nd |
| E233系7000番台（埼京線）                                            | JR東日本           | 通勤型       | Version 5.0 車両キット 2nd |
| E233系8000番台（南武線）                                            | JR東日本           | 通勤型       | Version 5.0 車両キット 2nd |
| E231系500番台（中央・総武緩行線）                                   | JR東日本           | 通勤型       | Version 5.0 車両キット 2nd |
| E501系                                                              | JR東日本           | 近郊型       | Version 5.0 車両キット 2nd |
| E353系                                                              | JR東日本           | 特急型       | Version 5.0 車両キット 2nd |
| GV-E400系（新潟色）                                                 | JR東日本           | 気動車       | Version 5.0 車両キット 2nd |
| GV-E400系（秋田色）                                                 | JR東日本           | 気動車       | Version 5.0 車両キット 2nd |
| 313系8000番台「セントラルライナー」                                 | JR東海             | 近郊型       | Version 5.0 車両キット 2nd |
| 225系100番台                                                        | JR西日本           | 近郊型       | Version 5.0 車両キット 2nd |
| 225系5100番台                                                       | JR西日本           | 近郊型       | Version 5.0 車両キット 2nd |
| 227系                                                               | JR西日本           | 近郊型       | Version 5.0 車両キット 2nd |
| 227系1000番台                                                       | JR西日本           | 近郊型       | Version 5.0 車両キット 2nd |
| 521系（3次車）                                                      | JR西日本           | 近郊型       | Version 5.0 車両キット 2nd |
| 321系                                                               | JR西日本           | 通勤型       | Version 5.0 車両キット 2nd |
| 2700系                                                              | JR四国             | 特急型気動車 | Version 5.0 車両キット 2nd |
| 8600系                                                              | JR四国             | 特急型       | Version 5.0 車両キット 2nd |
| 783系「かもめ」                                                     | JR九州             | 特急型       | Version 5.0 車両キット 2nd |
| 815系                                                               | JR九州             | 近郊型       | Version 5.0 車両キット 2nd |
| YC1系                                                               | JR九州             | 気動車       | Version 5.0 車両キット 2nd |
| 737系                                                               | JR北海道           | 近郊型       | Version 5.0 車両キット 3rd |
| E8系「つばさ」                                                      | JR東日本           | 新幹線車両   | Version 5.0 車両キット 3rd |
| HC85系「ひだ」「南紀」                                              | JR東海             | 特急型気動車 | Version 5.0 車両キット 3rd |
| N700S系「のぞみ」                                                   | JR東海・JR西日本   | 新幹線車両   | Version 5.0 車両キット 3rd |
| 273系「やくも」                                                     | JR西日本           | 特急型       | Version 5.0 車両キット 3rd |
| キハ48形 「花嫁のれん」                                             | JR西日本           | 特急型気動車 | Version 5.0 車両キット 3rd |
| キロ185系 「四国まんなか千年ものがたり」                            | JR四国             | 特急型気動車 | Version 5.0 車両キット 3rd |
| N700S系8000番代「かもめ」                                           | JR九州             | 新幹線車両   | Version 5.0 車両キット 3rd |
| 宇都宮ライトレール HU300形                                          | 宇都宮ライトレール | 軌道車両     | Version 5.0 車両キット 3rd |
| えちぜん鉄道 L形「ki-bo」                                           | えちぜん鉄道       | 軌道車両     | Version 5.0 車両キット 3rd |
| Osaka Metro 400系                                                   | 大阪市高速電気軌道 | 通勤型       | Version 5.0 車両キット 3rd |
| 近畿日本鉄道 8A系                                                   | 近畿日本鉄道       | 通勤型       | Version 5.0 車両キット 3rd |
| 東武鉄道 N100系 「スペーシアX」                                     | 東武鉄道           | 特急型       | Version 5.0 車両キット 3rd |
| のと鉄道 NT200形                                                    | のと鉄道           | 気動車       | Version 5.0 車両キット 3rd |
| のと鉄道 NT300形 「のと里山里海号」                                 | のと鉄道           | 気動車       | Version 5.0 車両キット 3rd |
| ハピラインふくい 521系                                              | ハピラインふくい   | 近郊型       | Version 5.0 車両キット 3rd |
| 福井鉄道 F1000形「FUKURAM」                                         | 福井鉄道           | 軌道車両     | Version 5.0 車両キット 3rd |
| 南阿蘇鉄道 MT-4000形                                                | 南阿蘇鉄道         | 気動車       | Version 5.0 車両キット 3rd |

## 移植版

### A列車で行こうExp.
A列車で行こうExp. は、A列車で行こう9 のPlayStation 4への移植作品であり、2017年12月21日に発売された。A列車で行こう2001 の発売以来16年ぶりとなる、据え置き型のPlayStationへのシリーズ作品となった。新機能として、鉄道模型モードや、フライトモード、ガイドムービーが追加されたほか、全国の新幹線をはじめとした、新規車両（JR東海所属車両を含む）や、新規建物も収録された。
2019年5月20日に大型アップデートの開発に着手すると発表し、同年11月14日にはA列車で行こう9 Version 5.0 の内容を取り込んだA列車で行こうExp.+が、2020年7月15日には更に車両が追加されたA列車で行こうExp.+ コンプリートが、それぞれ発売された。
2023年1月27日には、A列車で行こう9 Version 5.0 の 車両追加キット と 車両追加キット2nd が追加された完全版として A列車で行こうExp.+DX が発売された。
| 商品名                                    | 発売日         | 種類                       | バージョン         |
| ----------------------------------------- | -------------- | -------------------------- | ------------------ |
| A列車で行こうExp.                         | 2017年12月21日 | ゲーム本体                 | Exp.               |
| A列車で行こうExp.+ バージョンアップキット | 2019年11月14日 | 追加DLC                    | Exp.＋             |
| A列車で行こうExp.+                        | 2019年11月14日 | ゲーム本体 ＋追加DLC同梱版 | Exp.＋             |
| A列車で行こうExp.+ 車両追加キット         | 2020年7月15日  | 追加DLC                    | Exp.+ コンプリート |
| A列車で行こうExp.+ アディショナルキット   | 2020年7月15日  | 追加DLC ※Exp.向け          | Exp.+ コンプリート |
| A列車で行こうExp.+ コンプリート           | 2020年7月15日  | ゲーム本体 ＋追加DLC同梱版 | Exp.+ コンプリート |
| A列車で行こうExp.+ 車両追加キット 2nd     | 2023年1月27日  | 追加DLC                    | Exp.+DX            |
| A列車で行こうExp.+ DX                     | 2023年1月27日  | ゲーム本体 ＋追加DLC同梱版 | Exp.+DX            |